# Hilda (Karolina Południowa)
Hilda – miasto w Stanach Zjednoczonych, w stanie Karolina Południowa, w hrabstwie Barnwell.